# Lyckebo
Lyckebo är en bebyggelse söder om Tavelsjön i Umeå kommun. Vid 2020 års småortsavgränsning klassade SCB här en småort.